# Borneomma
Borneomma là một chi nhện trong họ Tetrablemmidae.